# Station Souppes - Château-Landon
Station Souppes - Château-Landon is een spoorwegstation aan de spoorlijn Moret-Veneux-les-Sablons - Lyon-Perrache. Het ligt in de Franse gemeente Souppes-sur-Loing in het departement Seine-et-Marne (Île-de-France).

## Geschiedenis
Het station werd op 14 augustus 1860 geopend door de Compagnie des chemins de fer de Paris à Lyon et à la Méditerranée bij de opening van de sectie Moret - Veneux-les-Sablons ↔ Montargis. Sinds zijn oprichting is het station eigendom van de Société nationale des chemins de fer français (SNCF).

## Ligging
Het station ligt op kilometerpunt 96,848 van de spoorlijn Moret-Veneux-les-Sablons - Lyon-Perrache.

## Diensten
Het station wordt aangedaan door treinen van Transilien lijn R, die rijden tussen Paris-Gare de Lyon en Montargis. Ook doen Intercités-treinen tussen Paris-Bercy en Nevers het station aan.

## Vorig en volgend station
| Richting           | Vorig station      | Lijn    | Volgend station         | Richting  |
| ------------------ | ------------------ | ------- | ----------------------- | --------- |
| Paris-Gare de Lyon | Bagneaux-sur-Loing | Trans R | Dordives (of Montargis) | Montargis |